# Ocotea prunifolia
Ocotea prunifolia är en lagerväxtart som beskrevs av Henry Hurd Rusby. Ocotea prunifolia ingår i släktet Ocotea och familjen lagerväxter. Inga underarter finns listade i Catalogue of Life.